# Die Brüder (1976)
Die Brüder ist ein 1976 entstandenes deutsches Familiendrama von Wolf Gremm mit Klaus Löwitsch, Erika Pluhar und Doris Kunstmann in den Hauptrollen.

## Handlung
Irgendwo auf dem Lande in der Nähe von Wilhelmshaven. Der Landarzt Dr. Fachmin ist in zweiter Ehe mit der deutlich jüngeren Rachel verheiratet. Aus der ersten Ehe hat er den bereits erwachsenen Sohn Frank mitgebracht, der in etwa ihr Alter besitzt. Prompt hintergehen die beiden den Alten und beginnen eine Liaison. Für Frank geschieht dies nicht nur aus sexuellem Begehr heraus, sondern es ist auch ein Akt der späten Rache am Erzeuger, wirft er seinem Vater doch vor, dessen erste, früh verblichene Frau allzu schnell durch eine neue, nämlich Rachel, ersetzt zu haben. Auch Rachel besitzt ein Kind, den noch minderjährigen Roman. Der Neunjährige ist über die allgemeine Situation im Hause Fachmin alles andere als begeistert und versucht, von ödipaler Mutterliebe getrieben, den vermeintlichen Konkurrenten Frank zu ermorden, indem der elektronisch versierte Jungtüftler Strom in die gefüllte Badewanne leitet. Doch statt des Stiefbruders, der sich in ehebrecherischer Weise mit Rachel im Badewasser zu vergnügen beabsichtigte, trifft es die zuerst eintreffende Rachel, Romans Mutter, die seitdem gelähmt ist und ihr Leben fortan in einem Rollstuhl fristen muss. Landarzt Rudolf Fachmin ist längst nicht so einfältig, wie es zunächst den Anschein hat: Er hat seinen Arztberuf bereits hintan gestellt und beäugt eifersüchtig das Treiben von Erstgeborenem und zweiter Gattin. Als er sich seiner Sache sicher glaubt, verstößt er Sohn Frank.
Dreizehn Jahre sind seitdem vergangen. Rachel liegt im Sterben und klärt, da sie reinen Tisch machen will, in einem Abschiedsbrief Sohn Roman auf, dass er in Wahrheit Franks Sohn sei und er damit einen Versuch unternommen habe, den eigenen Vater zu ermorden. Frank Fachmin, in der Zwischenzeit zum Drogenwrack geworden, lebt nun mit einer neuen Frau zusammen, seiner Gattin Sandra. In diese verliebt sich wiederum Roman, der inzwischen zu einem stattlichen jungen Mann gereift ist. Die Geschichte fehlgesteuerter Amouren im Hause Fachmin droht sich zu wiederholen. Es kommt zum finalen Drama, als Frank in Kenntnis der neuen familiären Umstände sturzbetrunken und ohne Führerschein mit dem Auto davonbraust und dabei einen Polizisten über den Haufen fährt. Frank ist nun auf der Flucht und hat zu allem Unglück auch noch denjenigen Arzt am Hals, der ihm die Drogen besorgt und Frank zu erpressen versucht. In Heidelberg kommt es für Frank Fachmin zu einem dramatischen Ende …

## Produktionsnotiz
Die Brüder entstand ab August 1976 rund um Hannover, auf dem Rittergut in Exten und an der Nordseeküste. Der Film wurde am 11. Januar 1977 uraufgeführt. Die Fernseherstausstrahlung erfolgte am 16. Dezember 1983 im ZDF.
Die Kostüme entwarf Barbara Baum, die Ausstattung Willi Kley.
Der Film kostete rund 1,5 Millionen DM und wurde ganz ohne staatliche Subventionen finanziert.

## Kritiken
„Läßt sich mit solchen Kolportage-Geschichten das vom Publikum alleingelassene deutsche Kino retten? Die Berliner Produzentin Regina Ziegler … und ihr Haus-Regisseur Wolf Gremm ... beweisen immerhin beachtlichen Mut. Ihr Modell eines ‚volkstümlichen‘ Unterhaltungsfilms leidet allerdings an einigen Brüchen in der Inszenierung. (...) Technischer Standard und schauspielerische Leistungen können sich indessen sehen lassen.“

„Die Geschichte einer Familie, in der die beiden Söhne jeweils ein Verhältnis zu den Frauen ihrer Väter unterhalten, was zu vergiftendem Mißtrauen, Mordversuch, Persönlichkeitszerfall und zu Selbstmord führt. Streckenweise zur Karikatur überzogenes Melodram, dessen kritische Bezüge aufgesetzt wirken.“

„Die deutsche Realität findet nicht statt, der Film bleibt leer wie seine Werbe-Attitüden und wirr, als ob die Story beim Biertisch ausgewürfelt worden wäre. Man konstatiert das mit Bedauern, weil die Produzentin Regina Ziegler ... diesen Film mit bravourösem Mut und Aufwand zustande brachte.“

Die Deutsche Film- und Medienbewertung FBW in Wiesbaden verlieh dem Film das Prädikat wertvoll.